# Juonniïta
La juonniïta és un mineral de la classe dels fosfats.

## Característiques
La juonniïta és un fosfat de calci, magnesi i escandi, de fórmula química CaMgSc(PO₄)₂(OH)·4H₂O. Cristal·litza en el sistema ortoròmbic format cristalls aplanats, subparal·lels o corbs, en esfèrules. La seva duresa a l'escala de Mohs es troba entre 4 i 4,5.
Segons la classificació de Nickel-Strunz, la juonniïta pertany a «08.DH: Fosfats amb cations de mida mitjana i gran, (OH, etc.):RO₄ < 1:1» juntament amb els següents minerals: minyulita, leucofosfita, spheniscidita, tinsleyita, jahnsita-(CaMnFe), jahnsita-(CaMnMg), jahnsita-(CaMnMn), keckita, rittmannita, whiteita-(CaFeMg), whiteita-(CaMnMg), whiteita-(MnFeMg), jahnsita-(MnMnMn), kaluginita, jahnsita-(CaFeFe), jahnsita-(NaFeMg), jahnsita-(NaMnMg), jahnsita-(CaMgMg), manganosegelerita, overita, segelerita, wilhelmvierlingita, calcioferrita, kingsmountita, montgomeryita, zodacita, arseniosiderita, kolfanita, mitridatita, pararobertsita, robertsita, sailaufita, mantienneita, paulkerrita, benyacarita, xantoxenita, mahnertita, andyrobertsita, calcioandyrobertsita, englishita i bouazzerita.

## Formació i jaciments
És un mineral rar que es troba en cavitats juntament amb minerals en contacte amb carbonatites metasomatitzades. Sol trobar-se associada a altres minerals com: dolomita, magnesita, bobierrita, kovdorskita, manasseïta, hidrotalcita, apatita, estronciowhitlockita, pirita, col·linsita, rimkorolgita, talc, baddeleyita, zirconi i guix. Només se n'ha trobat a la mina de ferro Kovdor Zheleznyi, a la península de Kola (óblast de Múrmansk, Rússia).